# Manila-Zwischenfall
Der Manila-Zwischenfall zwischen den Vereinigten Staaten und dem Deutschen Kaiserreich ereignete sich im Jahr 1898 während des Spanisch-Amerikanischen Krieges, der sich auch auf die Philippinen erstreckte.

## Hintergrund
Die Endphase des 19. Jahrhunderts markiert den Beginn sowohl des deutschen als auch des US-amerikanischen Imperialismus. Die Ära der spanischen Übersee-Kolonien ging hingegen im Spanisch-Amerikanischen Krieg zu Ende. Das kolonialpolitisch ambitionierte deutsche Kaiserreich und die aufstrebenden Vereinigten Staaten konkurrierten um die Übernahme der spanischen Besitzungen in Fernost, wo beide Mächte Handels- und Expansionsinteressen verfolgten. 1885 war Deutschland im so genannten Karolinenstreit damit gescheitert, von Spanien beanspruchte Inseln im Westpazifik zu übernehmen. Andere Pazifikinseln waren inzwischen zu deutschen Kolonien geworden. Nur wenige Monate vor dem Manila-Zwischenfall hatte Deutschland zudem die Bucht von Tsingtau am gelben Meer in China besetzt. Ein Stützpunkt auf den Philippinen sollte nach den Vorstellungen deutscher Kolonialstrategen das Drehkreuz eines deutschen Kolonialreichs in Asien bilden und war seit geraumer Zeit als potenzielles Expansionsziel im Blick. Auch die USA strebten als ein wesentliches Kriegsziel im Krieg gegen Spanien den Zugang zu den asiatischen Märkten über die Philippinen an.

## Verlauf
Nach dem Sieg über die spanische Flotte in der Bucht von Manila blockierten die US-amerikanischen Seestreitkräfte den Hafen von Manila. Während andere Großmächte nur kleinere Einheiten zum Ort des Geschehens schickten, die ausschließlich zur Beobachtung dienten und nicht in den Kampf eingreifen konnten, wurde von deutscher Seite bis Juni 1898 demonstrativ ein starkes Geschwader vor der Küste der philippinischen Hauptstadt zusammengezogen. Dieser zur Machtdemonstration entsandte deutsche Verband war der US-amerikanischen Flotte in etwa ebenbürtig: Fünf deutsche Kreuzer der I. Kreuzerdivision unter Otto von Diederichs standen einem Panzerschiff und vier Kreuzern der USA gegenüber. Die provokative deutsche Präsenz führte zu Spannungen mit den USA und Großbritannien.
Auf dem Höhepunkt der Krise soll Admiral George Dewey, der amerikanische Geschwaderchef vor Manila, dem deutschen Flaggleutnant Paul von Hintze mit der Eröffnung von Kriegshandlungen gedroht haben. Als sich die deutschen Schiffe bis August 1898 zurückzogen, entspannte sich die Lage etwas und die unmittelbare Kriegsgefahr war überwunden.

## Reaktionen und Folgen
Das Vorgehen Deutschlands wurde von der Presse in den USA scharf angegriffen und brachte dem Deutschen Reich den Vorwurf ein, Teile des spanischen Kolonialbesitzes an sich bringen zu wollen. Die USA verfolgten bekanntermaßen das gleiche Ziel.
In den USA führte dieser Vorfall dazu, dass sich ein anhaltendes Misstrauen gegenüber der deutschen Außenpolitik im Allgemeinen und besonders gegenüber der kaiserlichen Flottenpolitik ausbildete und die USA im deutsch-britischen Flottenwettrüsten den britischen Standpunkt unterstützten.

## Beteiligte Schiffe (Auswahl)
Deutsches Reich (Stand Juni 1898):
- Kaiser, Flaggschiff, Großer Kreuzer
- Cormoran, Kleiner Kreuzer der Bussard-Klasse
- Irene, Kleiner Kreuzer
- Kaiserin Augusta, Geschützter Kreuzer
- Prinzeß Wilhelm, Kleiner Kreuzer der Irene-Klasse

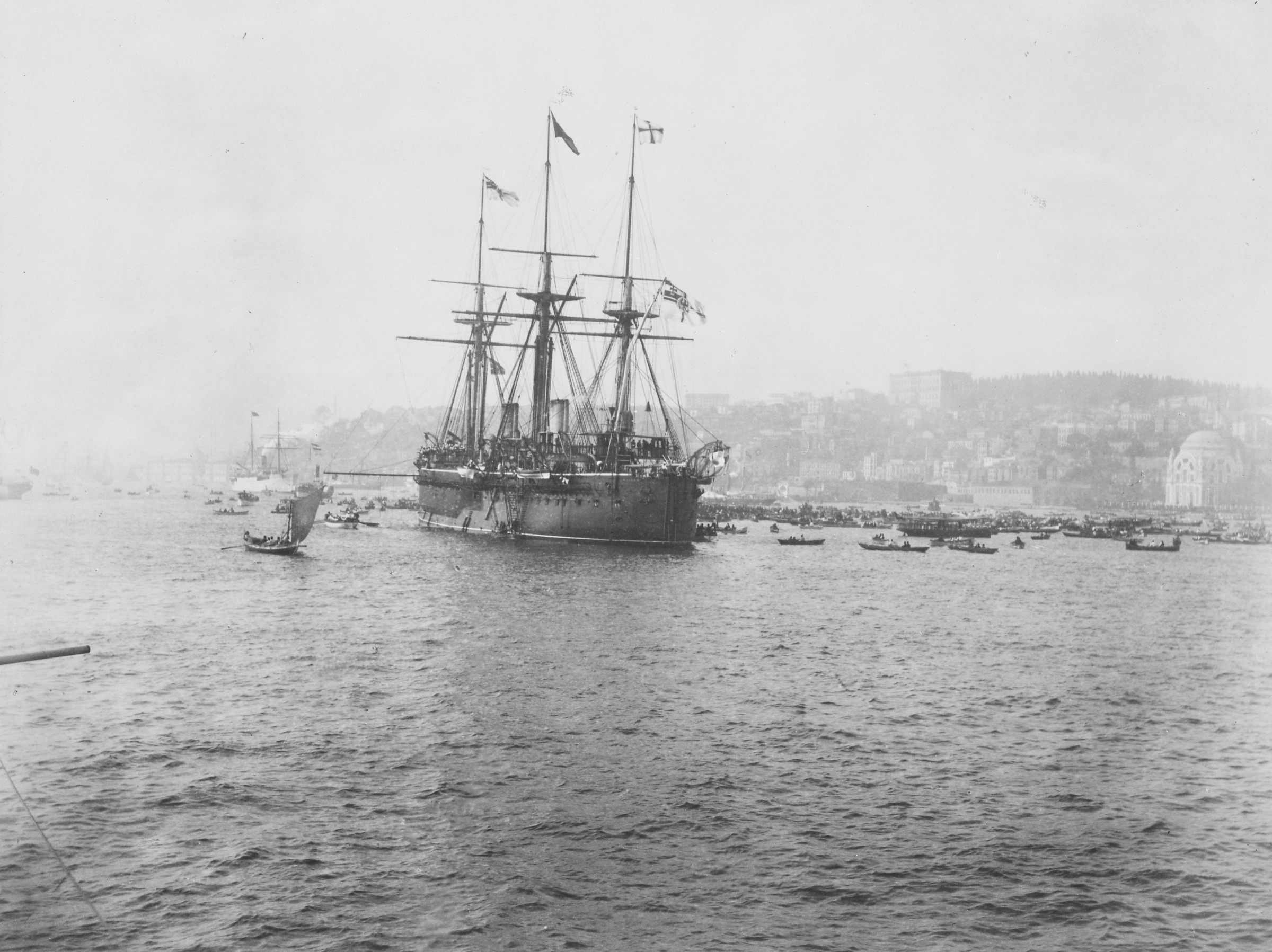
Panzerfregatte Kaiser
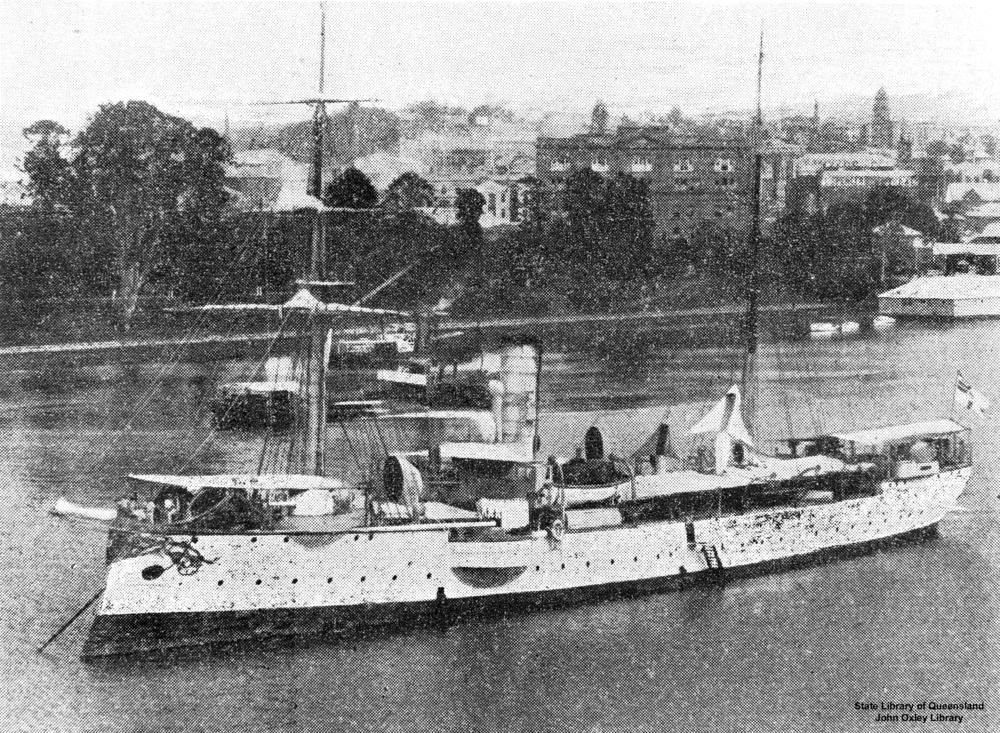
Kleiner Kreuzer Cormoran
Kleiner Kreuzer Prinzeß Wilhelm (Schwesterschiff der Irene)
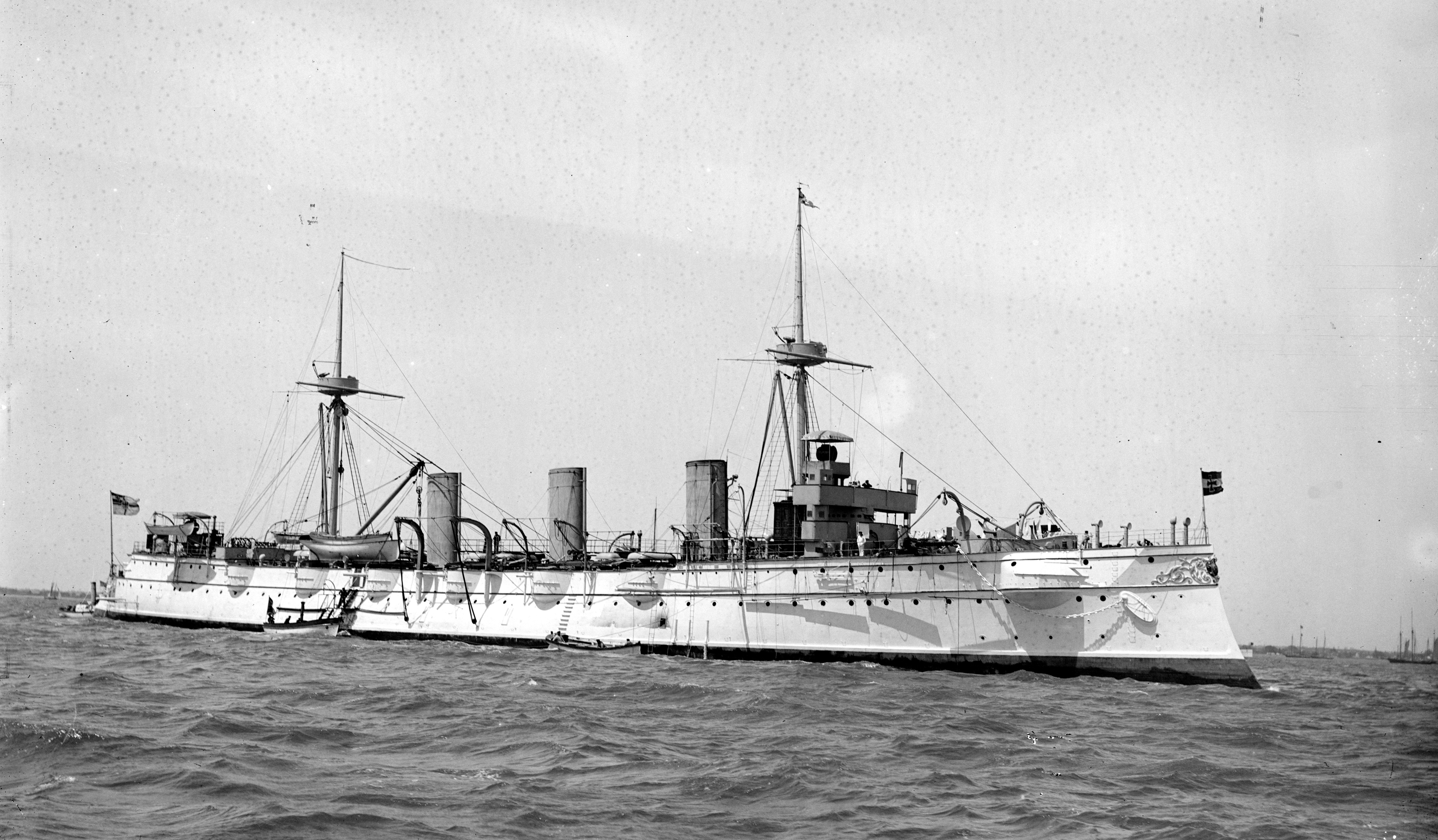
Geschützter Kreuzer Kaiserin Augusta

 Vereinigte Staaten (Stand Mai 1898):
- Olympia, Flaggschiff, Geschützter Kreuzer
- Baltimore, Geschützter Kreuzer
- McCulloch, Zollkutter
- Raleigh, Geschützter Kreuzer der Cincinnati-Klasse
- Boston, Geschützter Kreuzer der Atlanta-Klasse

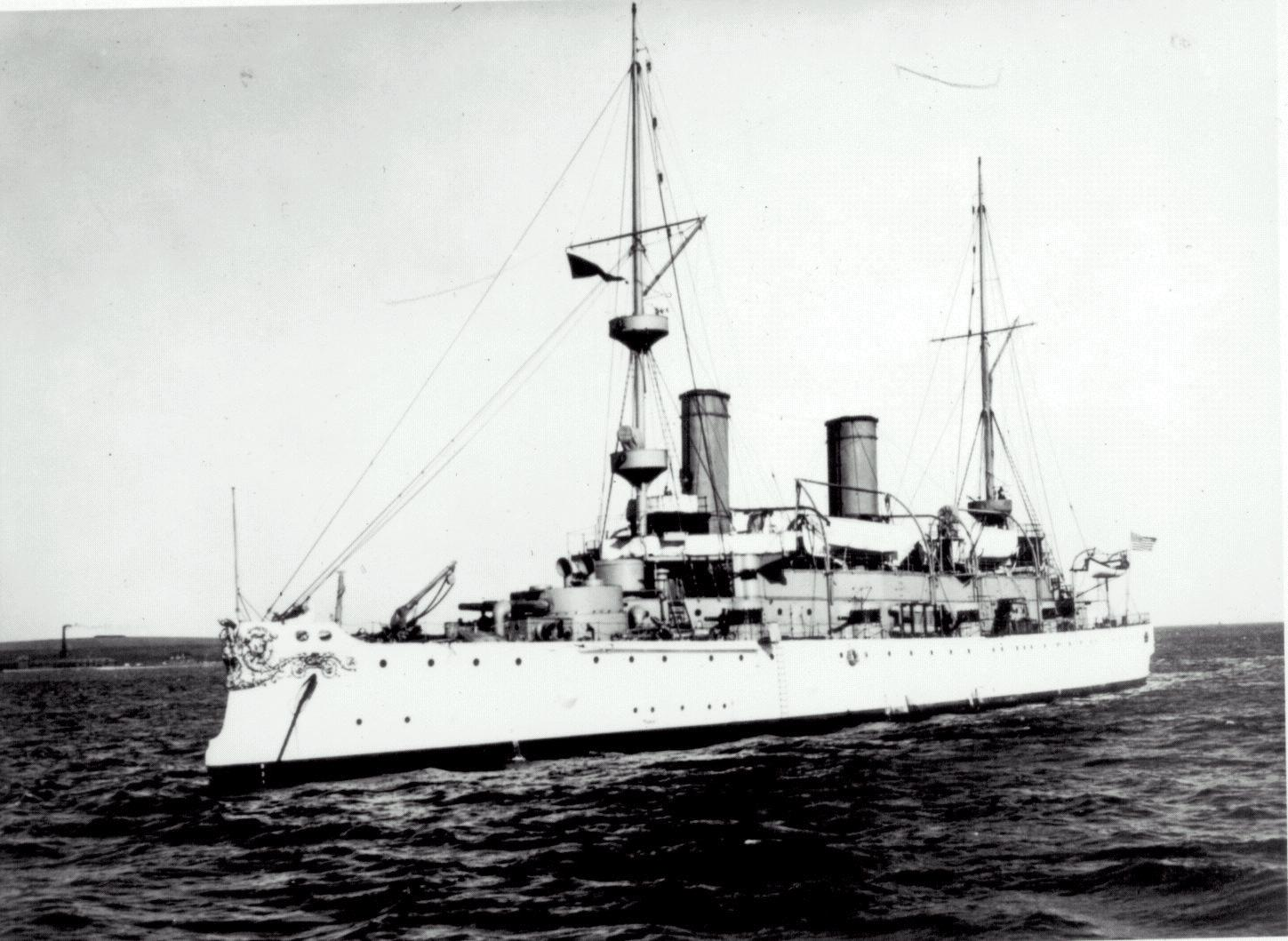
Geschützter Kreuzer Olympia (C-6)
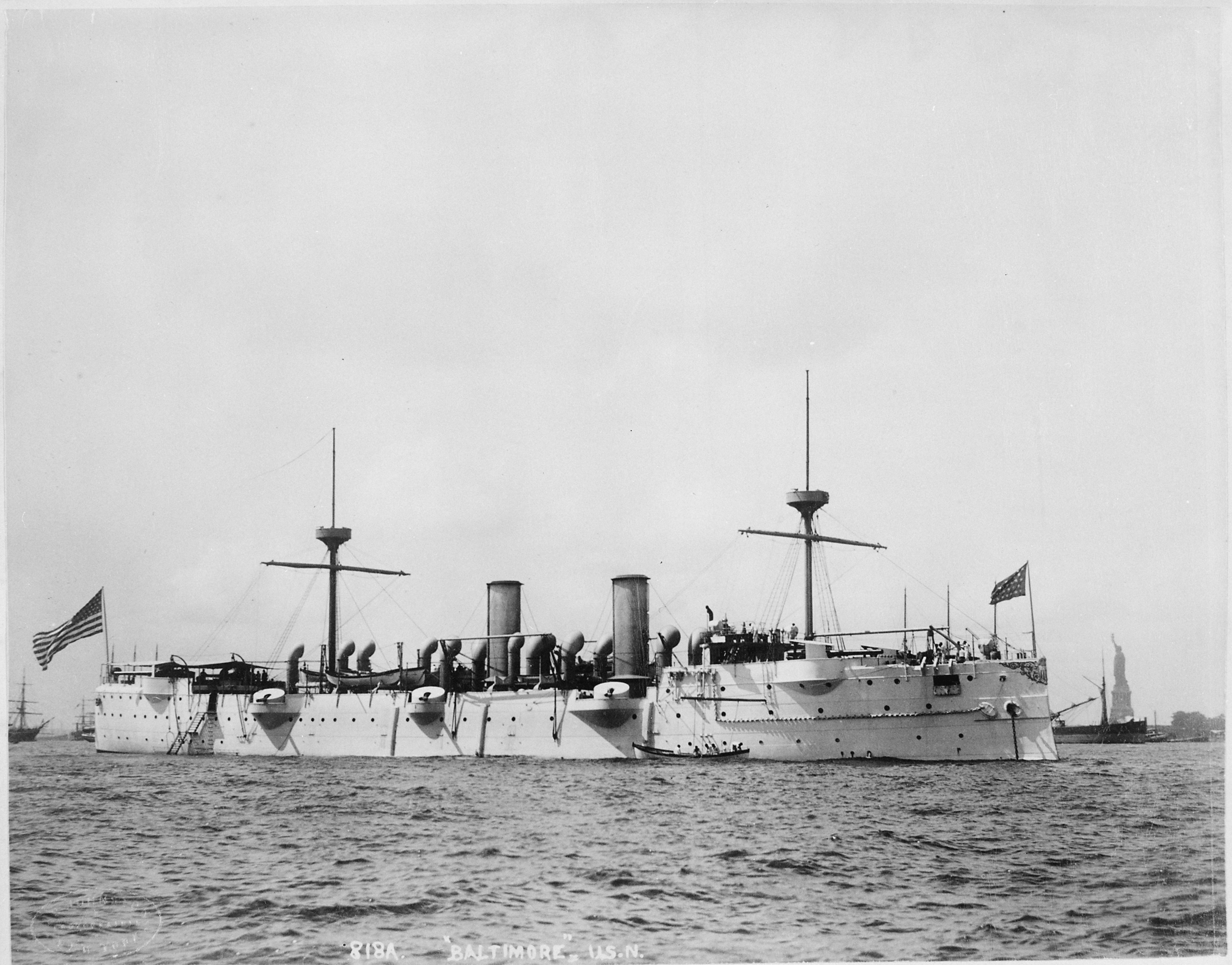
Geschützter Kreuzer Baltimore (C-3)
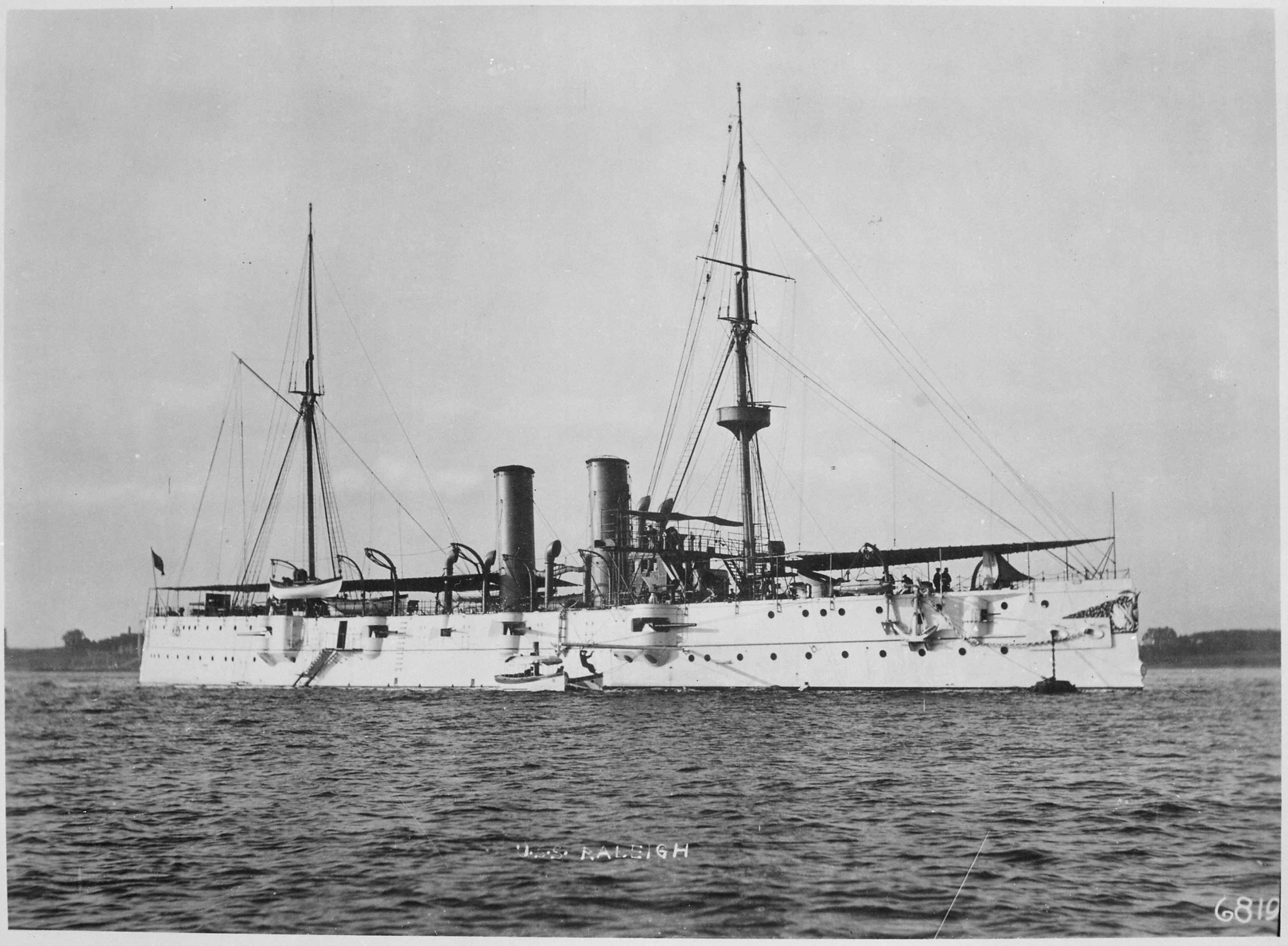
Geschützter Kreuzer Raleigh (C-8)
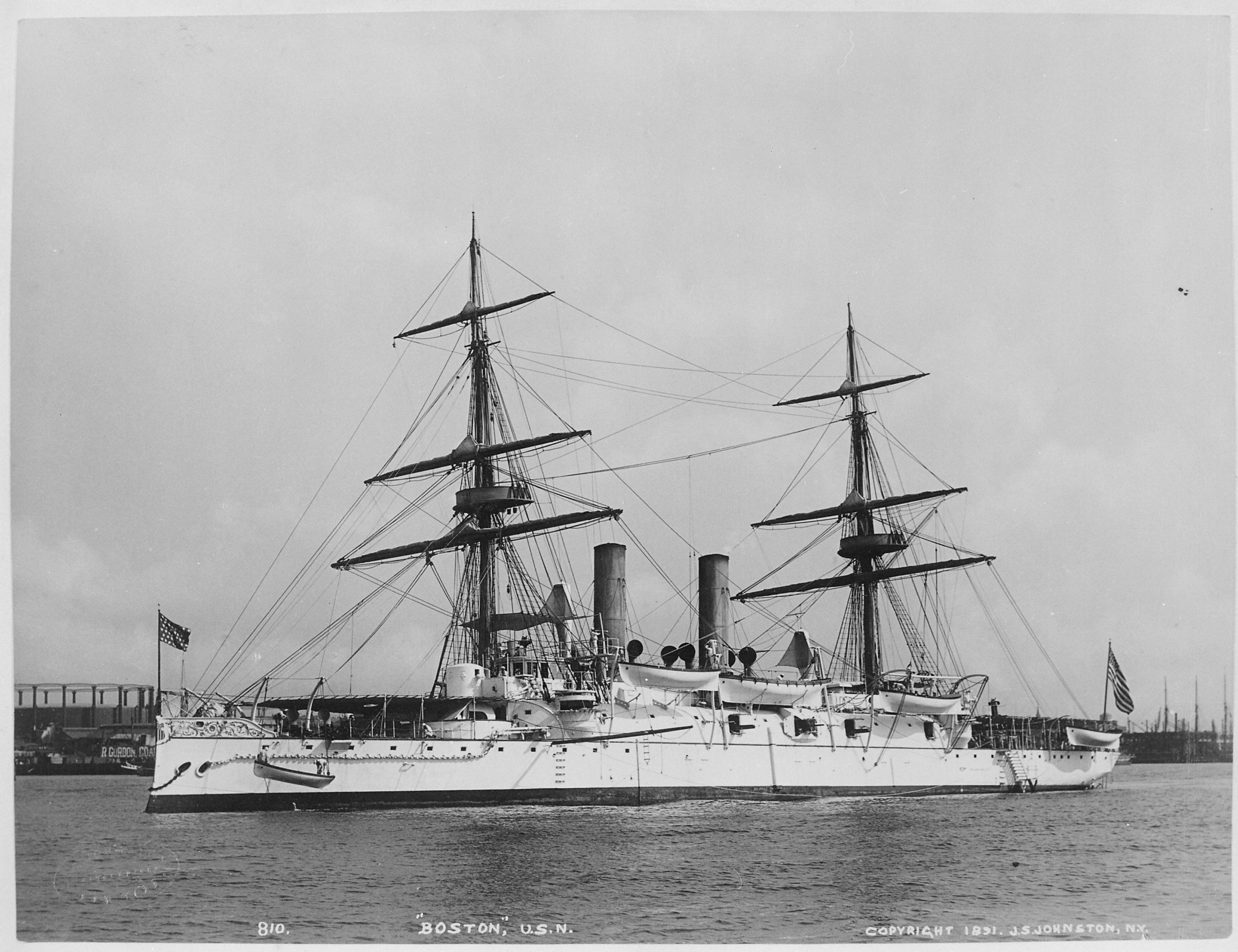
Geschützter Kreuzer Boston
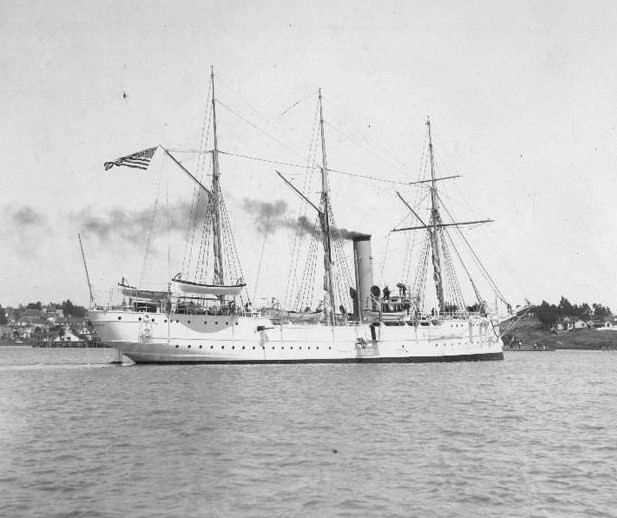
Zollkutter McCulloch